# 方铠茗荷属
方铠茗荷属（学名：Tarasovium）为铠茗荷科的一个属。

## 下级分类
本属包括以下物种：
- 东方方铠茗荷 Tarasovium orientale